# 대구지방기상청
대구지방기상청(大邱地方氣象廳)은 대구광역시와 경상북도의 기상에 관한 사무를 관장하는 대한민국 기상청의 소속 기관이다.
대한제국 정부는 1907년 2월 학부대신 소관의 관상소를 폐지하고, 대구를 비롯한 평양, 한성에 측후소를 설치하는 관제를 공포함으로써 대구는 대한제국 정부에 의해 측후소지소가 설치되고 조직적인 가상관측이 실시되었던 곳 중 하나이다.
그러나 이는 형식적인 조직이었으며, 실질적인 관측업무는 일본인들이 운영하는 통감부관측소에서 이루어졌다. 1908년 4월 통감부관측소를 폐지하고 대한제국 농상공부대신의 소관으로 업무를 이관하면서 인천관측소 산하 기관인 대구측후소로 개칭되었으며, 대구측후소의 명칭은 1992년 3월 지방기상대가 지방청으로 승격되면서 대구기상대로 개편되었다. 기상대시절부터 부산지방기상청 산하에 있어 왔지만 경남·부산과 경북·대구 지역의 기상 상태가 서로 다른 점 및 경주시와 포항시에서 잇따라 발생한 지진 때문에 대구지방기상청으로의 승격이 꾸준히 건의되었고, 2016년 6월 지방조직 광역화에 따라 대구지청으로 승격,  2019년 6월에 대구지방기상청으로 승격됐다.
이렇듯 대구지방기상청은 대구.경북을 대표하는 기상관서로 발전되어 왔으며, 국민안전과 기상기후서비스 발전의 중심역할을 수행해왔다.
한편, 2014년 11월 26일 전국 최초로 기상전문 과학관인 '국립대구기상과학관'이 개관되어 기상과학 대중화를 이끌고 있으며,
옛 대구기상대 터(대구광역시 신암1동)는 기상대 기념공원으로 2018년 말에 조성됐다.

## 연혁
- 1907년 1월 대구측후소 설립 (대구광역시 중구 포정동 27번지)
- 1916년 1월 대구측후소 이전 (대구광역시 중구 덕산동 34번지)
- 1937년 1월 대구측후소 이전 (대구광역시 동구 신암1동 716-1번지)
- 1949년 8월 국립중앙관상대 대구측후소로 명칭 변경
- 1970년 7월 중앙관상대 부산지대 대구측후소로 소속변경, 영천 등 14개 분실 설립
- 1978년 4월 울진분실을 측후소로 승격하여 강릉지대로 이관, 안동 등 6개 분실 폐쇄
- 1985년 7월 산하분실을 기상관측소로 개칭 및 소속이관, 의성 영주기상관측소는 안동측후소, 영덕기상관측소는 울진측후소로 이관
- 1992년 3월 대구측후소를 대구기상대로 명칭 변경, 점촌기상관측소를 안동기상대로 이관
- 1997년 12월 대구기상대 청사 신축
- 2013년 9월 대구기상대 청사 이전(대구광역시 동구 효동로2길 10(효목1동 1264-4번지))
- 2014년 11월 국립대구기상과학관 개관(전국 최초 기상전문 과학관)
- 2015년 7월 대구기상지청으로 승격
- 2019년 6월 대구지방기상청으로 승격

## 주요 업무
- 지상기상관측, 지진관측
- 관측표준화 업무
- 동네예보의 생산
- 방재기상업무의 수행과 지원
- 기상특보의 생산·발표
- 기후정보의 생산·보급
- 기상지식의 보급
- 지역기후변화에 관한 사항
- 지역 장기예보와 계절기상에 관한 정보의 생산·분석·발표
- 기상자료의 증명·제공 및 보급
- 일기예보 안내전화(131번) 운영
- 기상에 관한 상담업무

## 지방기상청 승격 과정

### 지방기상청 승격 과정
2004년 10월 5일 국회 과학기술정보통신위원회는 기상청에 대한 국정감사에서 대구지방기상청 승격에 대한 추진의지가 부족하다며 그 필요성을 강조했다. 한나라당 서상기 의원은 대구기상대를 지방기상청으로 승격시키는 문제가 공식적으로 상당히 논의됐음에도 아직 결론을 내지 못하는 것은 기상청의 의지부족이라 질타했고, 강재섭 의원은 경상남도·경상북도 기상업무를 2원화해서 경상북도는 대구지방기상청을 신설, 담당토록 하는 것이 타당하다고 주장했고, 김석준 의원은 남해안지역과 경북 북부 내륙지방의 기상상태는 많은 차이가 나므로 대구기상대를 기상청으로 승격시켜 국지적 기상변화에 능동적으로 대응해야한다고 역설했다.
2005년 9월 26일 국회 과학기술정보통신위원회 서상기 의원(한나라당)은 국정감사에서 “경상남북도의 기상인력 1인당 관할면적과 인구가 여타 시도에 비해 높은 수준이다”며 “부상지방기상청이 경상남북도 전체의 기상을 담당하기에는 역부족인 만큼 대구기상대의 대구지방기상청 승격이 절실하다”고 말했다. 이어 “대구광역시와 경상북도는 기상서비스의 질적인 측면과 고객만족도 측면에서 열악한 형편이다”며 “특히 대구 기상대는 예보인력이 6명에 불과한 것은 물론 대도시 지역민에 대한 생활편익과 산업진흥을 위한 기사예보 및 첨단장비 등에 취약하다”고 지적했다.
이에 대해 신경섭 기상청장은 “부산지방기상청이 관할하는 경상남북도 기상지원 업무를 이원화해 경상남도는 부산지방기상청이 담당하고, 경상북도는 대구지방기상청을 신설해 운용하는 것이 바람직하다”며 “현재 35명의 소요정원 확보와 30억원 규모의 청사 부지 확보 등 예산확보가 걸림돌이지만, 이원화할 수 있도록 적극적인 노력을 기울일 계획”이라고 설명했다.
2010년 8월 13일 대구 호텔에어포트에서열린 ‘기후변화와 미래포럼’에 전병성 기상청장이 참석했다. 전 청장은 이 자리에서 대구·경북 기상관할 면적이 너무 넓어 부산지방기상청만으로는 역부족이라는 의견을 밝히고 중앙부처 직제개편이 마무리되는 2011년 4월께 대구기상대가 대구지방기상청으로 승격될 것이라고 밝혔다. 전병성 기상청장은 이에 앞서 지난 7월 16일에도 김범일 대구시장과 면담을 한 자리에서 대구기상대를 기상청으로 승격하기로 약속했다. 대구기상대는 총 인원 20명이 국지예보 업무에 주력하고 있으나 대구지방기상청으로 승격되면 현재 예보과 단일 업무 형태에서 예보과, 기후과, 기획운영팀으로 업무과가 늘어나게 되고 인력은 2배 이상 늘어 43명 정도가 정원이 된다.
2015년 7월 13일, 대구기상대가 대구기상지청으로 승격되어 관측예보과와 기후서비스과 2과로 구성되고 인력이 확대되었으며 2019년 6월 18일에는 대구기상대 설립된지 112년 만에 대구지방기상청으로 승격되었다. 승격에 따라 조직이 확대되어 2개 과에서 4개 과(기획운영, 예보, 관측, 기후서비스)로 세분화 되고 부산지방기상청에 소속되어 있던 안동기상대가 대구지방기상청 소속으로 편입되어 대구경북 단일 기상업무 권역이 되었으며, 인력도 51명에서 59명으로 늘어났다.

### 대구기상대 이전
2008년 8월 17일 대구광역시청에 따르면 동구 신암1동에 있는 대구기상대를 달서구 두류3동 두류정수장 부지로 옮겨 2012년 문을 열기로 했다. 대구기상대는 두류정수장 터 16만여m2 중 1만6500m2에 사무실과 관측시설 등을 설치할 예정이다.
2008년 9월 3일 조원진 한나라당 국회의원(대구 달서 병)은 대구기상대를 자신의 지역구로 이전을 천명한 대구광역시청의 방침에 대해 보도자료를 통해 조목조목 이전 결정 과정의 문제점을 지적했다. 조 의원이 주장한 대구기상대의 두류정수장으로의 이전 결정 과정의 문제점은 다음과 같다.
❍ 기상청으로의 승격을 전제로 추진되는 것이 아님.
- 대구광역시청이 높은 기상관측 오보율이 부산지방기상청으로부터 관련 자료를 받아 분석해야 하는 기상대로 존치함으로 인해 발생하는 문제이기 때문에 기상청으로 승격해야 기상관측율을 높일 수 있다는 명분을 내세워 이전이 불가피하다는 논리를 펴고 있음.(대구광역시)
- ‘2008년 7월 31일에 기상청의 주요정책협의회 심의결과에도 나타나듯이 승격과 무관하게 추진되고 있으며, ’작은 정부‘를 표방하는 현 정부의 방침상 승격 문제는 현실적으로 어려움.
- 기상청은 대구기상대가 동구 신암1동에 계속해서 있는 것이 자료의 연속성 및 예측정확성을 위해 더 좋다는 입장을 표방.(2008년 5월 6일 대구광역시청 도시재생팀의 부산지방기상청 방문시)
❍ 이전 부지에 대한 실사 부족
- 2008년 5월 16일 동구청이 제안한 대체후보지(신평동, 숙천동, 대림동, 금강동)에 대한 검토 결과 통보
- 체크리스트 없이 현장 실사 진행. 대구광역시 동구청이 제출한 자료와 육안에 의한 현장조사를 통해 현장실사 진행
- 제시한 4개 지역 중 신평동의 경우 관측환경 양호, 접근성이 부분적합하다고 판정하였으나, 대구부산고속도로가 인접하여 차량소음과 매연·분진방생으로 인해 관공서 입지로 부적당하다는 입장을 표방함.(기상관측시설 입지 조건으로는 전혀 문제가 되지 않으나, 다만 기상청이 원한 것이 아니라 대구광역시청의 요청에 따라 이전을 검토하는 것인만큼 이런 곳으로 가야할 이유가 없다고 판단함.)
- ‘2008년 6월 19일 대구광역시청에서 이전 후보지를 기상청으로 다시 제안
- 관측시설(두류공원 내)과 청사시설(두류정수장 내)의 분리설치 제안: 기상청의 요구사항도 충족하며, 주변지역에 미치는 건축규제 영향이 최소화될 것으로 전망함.
- 두류정수장내 청사 및 관측시설을 한께 설치할 경우 관측시설로부터 건축물 이격거리를 건축물 높이의 최소 10배로 적용하게 됨에 따라 기존 대구기상대 피해지역보다 훨씬 넓은 범위로 주변지역에 층수 제한 피해를 미치게 됨.(기존: 180,000m2, 두류정수장 지역 678,000m2)
- 대구광역시청의 제안, 기상청의 근무여건 고려로 인해 두류정수장 부지로 이전 협의
❍ 대구광역시청의 졸속 행정, 은폐 행정
- 두류정수장 내 관측시설을 설치할 경우 발생할 문제점을 사전에 인지하고서도 주민들의 의견 수렴 절차도 생략하는 등 졸속으로 추진
- 등가교환 합의: 2007년 기준으로 공시지가를 보면 현 대구기상대 (m2당 660,000원)는 두류정수장(m2당 204,000원)의 3.23배 높음. 그렇다면 대구광역시청은 9,872m2보다 3.23배 더 많은 땅, 즉 31,887m2을 제공해야 하며, 발표한 16,500m2보다 훨씬 많은 부지를 제공해야 하며 예정부지를 확대해서 그려야 함.
- 청사설계비, 신축비 등 소요예산 60억원이 확보되도록 대구광역시청이 범시적으로 적극 노력해주어야 하고, 예산확보에 맞추어 이전토록 한다고 합의: 국비 확보가 전제되지 않으면 이전하지 않겠다는 것이며, 현재 예산당국은 이 문제를 긍정적으로 검토하고 있지 않음.
❍ 관측소의 설치기준이 세계기상기구(WMO)에서 정한 관측소 기준에 부합하지 않음.
- 세계기상기구에서 밝히고 있는 지상기상관측소 선정 기준을 보면, 지상기상관측소는 건물이나 숲으로부터 멀리 떨어진 개활지에 기상측기가 위치해야 하며, 건물과 숲으로부터의 최소거리는 건물높이의 10배 이상, 숲 높이의 20배 이상 이어야 한다.
❍ 「기상관측표준화법」을 위반한 고시 운용
- 「기상관측표준화법」 시행령 제8조(관측시설 설치요청을 위한 최적 기상관측환경)에 따르면 ‘설치하고자 하는 관측시설과 주변 장애물간의 거리가 그 장애물 높이의 10배 이상일 것’으로 되어 있는데,
- 기상청 고시 제2006-34호 기상측기별 설치기준에서는 풍향·풍속계는 최소 4배 이상 이격되어 설치되어야 한다고 규정하고 있음.
❍ 백번 양보하여 4배 기준을 적용해도 문제가 발생
- 기상청자료에 의하면 두류정수장의 고도는 46m이며 인근 두류산의 고도는 98m로 50m의 장애물이 있어서 4배로 하면 200m 정도 이격하면 관측시설을 설치하는데 문제가 없다고 판단하고 있음.(구글 자료 활용)
- 국토지리정보원 자료에 의하면 실제 두류정수장 예정부지의 고도는 36m이며 인근의 가장 높은 고도는 140m임. 그렇다면 실제 장애물의 높이는 104m이며 나무 높이까지 감안한다면 장애물 높이는 110m가 됨. 그렇다면 최소 440m를 이격해서 설치해야 하는데 예정부지 일부가 이격되어야 하는 부분에 포함되는 문제가 발생함.
- 예정부지를 두류정수장쪽으로 옮겨야 하는 문제 발생. 두류정수장 잔여 부지의 개발계획에 지대한 영향을 초래함.
2009년 2월 25일 대구광역시청은 “애초 대구기상대 이전 후보지로 거론되던 두류공원을 제외한 다른 지역에서 이전 후보지를 찾고 있다”고 밝혔다. 이에 따라 김범일 대구광역시장이 기상대 이전 계획을 대대적으로 발표한 지 6개월여 만에 두류공원 이전이 사실상 백지화되었다. 2008년 8월 대구광역시청이 “1937년에 설립된 대구기상대가 좁고 장비가 낡은 데다가 신암1동 인근 지역의 개발을 위해 달서구 두류공원 내 두류정수장 터 16,500m2로 2012년까지 옮길 계획”이라고 밝히자 두류공원 인근 두류1·2·3동 주민과 성당1·2동, 감삼동 등 주민들이 기상대 이전반대 추진위원회를 구성해 저지에 나섰으며 주민들은 “개발을 앞두고 있는 두류정수장 자리에 기상대가 옮겨 오면 고층건물이 들어설 수 없는 등 개발에 걸림돌이 된다”며 시위를 벌이기도 했다. 달서구청도 사전에 아무런 합의도 없었다며 반대 태도를 분명히 했으며, 달서구의회는 2008년 9월 1일 ‘기상대 이전 반대 특별위원회’를 꾸려 결의문을 채택하는 등 반대운동에 나섰다. 이에 대해 대구광역시청 박영홍 도시재생과장은 “대구기상대가 옮겨갈 다른 후보지를 물색중인 것은 사실이지만, 두류정수장 터가 후보지에서 완전히 배제되지는 않았다”고 밝혔다.
2009년 9월 2일 대구광역시 동구 효목1동의 대구기상청 이전 부지는 대부분이 자연녹지 지역의 개인 사유지여서 기상청이 부지를 매입해야 된다는 대구광역시청의 입장과 현재의 신암1동 부지와 상계해 대구광역시청이 이전 비용을 부담하라는 기상청의 입장이 팽팽히 맞물려 분위기가 고조되던 가운데 대구광역시 동구청 3층 소회의실에서 유승민, 주성영 한나라당 국회의원, 정해용 대구광역시 시의원을 비롯해 동구 지역 4명의 시의원과 이재만 동구청장 및 강대식 운영행정위원장, 박소영, 허진구, 강신화, 정흥표, 조학래 의원 등 14명의 동구의회 구의원 대부분이 참석한 가운데 당정협의회가 열렸다. 대구기상대 이전에 대해 주성영 국회의원은 “대구광역시가 기상대 이전에 있어 고도제한 등 많은 부분에 시의 이익이 있음에도 계속해 국비를 요구하는 정책은 옳지 못하다”고 지적하며, “국비에 의존하지 말고 지금이라도 시에서 먼저 부지를 매입하고 기상대를 건립하는 것이 논리적으로 맞다”고 강조하는 한편, “기상청을 건립한 후 신암1동 기상대 부지와의 상계하여 교환하는 것이 일의 순서”라고 지적했다.
2012년 1월 2일 대구광역시는 국회에서 의결된 2012년 정부 예산 중 대구기상대 이전(59억원) 등을 포함하여 3조 4,300억 원을 확보하였다고 밝혔다.
2012년 1월 5일 대구기상대가 청사 이전 예산 120억원을 확보했다고 밝힘에 따라 대구광역시 동구 신암1동에서 효목1동 망우당공원·동촌유원지 일대로 옮겨 가는 이전 사업에 탄력이 붙고 있다. 현재 이전 부지에 대한 토지 보상이 이뤄지고 있으며 동구청이 확보한 토지 보상비 96억 원 가운데 30억원 이상이 집행됐다. 대구기상대는 토지 보상이 마무리되고 문화재 시굴조사가 끝나는 올여름 청사 착공에 들어가 늦어도 2013년 봄에는 이전을 마무리한다는 계획을 세웠다. 계획에 따르면 대구기상대는 동촌유원지 일대 3만 7160m2 부지에 지하 1층, 지상 3층, 연면적 1,968m2규모로 건립된다. 이전 부지가 현재 부지 9,900m2보다 4배가량 늘어남에 따라 여유 부지에는 기후변화 테마파크와 전시 및 체험시설이 들어선다. 테마파크에는 야외 전시 및 학습시설, 테마형 꽃단지 등 기반시설, 태양광·풍력 등 신재생에너지 체험시설, 기후 관측 장비 등을 갖출 예정이다.
2012년 6월 25일 대구기상대 등에 따르면 2012년 초부터 실시한 기상대 이전 부지인 동촌유원지 일대 37,160m2 규모의 토지보상을 한 결과, 보상 협의율은 전체 필지(27필지)의 59% 정도인 것으로 파악됐다. 대구기상대를 관할하는 부산지방기상청은 토지 보상이 지지부진하자, 2012년 6월 15일 미협의된 토지에 대해 중앙토지수용위원회에 수용재결을 신청했으며 대구기상대는 중앙토지수용위원회에서 새로 토지 감정을 하고, 지주들과 2차 협의를 하는데 걸리는 기간이 최소 3∼4개월은 소요될 것으로 보고 있다. 토지보상이 마무리돼도 문화재 시굴조사 과정을 거쳐야 하기 때문에 대구기상대의 ‘2013년 봄’ 이전 계획에는 차질이 빚어질 전망이다. 현재 대구기상대 이전 부지를 소유하고 있는 지주는 35명으로, 이 중 11명가량이 보상협의를 하지 않은 것으로 전해졌다. 미협의 토지 대부분이 계획수정이 어려운 청사나 관사가 들어설 곳에 위치해 있어 토지 수용에 난항을 겪고 있으며 지주들의 미협의 사유는 보상가와 토지 수용 자체에 대한 불만이 가장 큰 것으로 알려졌다. 이명수 대구기상대장은 “공용 청사가 들어서면서 원래 땅값보다 높은 보상가가 나왔지만, 지주와의 입장 차이 때문에 1차 협의가 잘 되지 않았다. 하지만 형편상 더이상의 보상비 증액은 힘든 상황”이라며 “대구기상대 이전이 지역에 미치는 영향이 큰 만큼 올해 안에 꼭 착공할 수 있도록 노력하겠다”고 말했다.
2013년 9월 30일 효목1동으로 청사 이전이 완료되었다.